# رشدين
رشدين هي قرية في مقاطعة خدا أفرين، إيران. عدد سكان هذه القرية هو 30 في سنة 2006.